# Jun Ji-hyun
Jun Ji-hyun (Hangul: 전지현, Hanja: 全智賢) (født 30. oktober 1981) er en koreansk skuespiller. Hun er bedst kendt for sin rolle som "Pigen" i den romantiske komedie My Sassy Girl (2001), en af de bedst indtjenende koreanske komedier. Andre filmoptrædender inkluderer Il Mare (2000) , Windstruck (2004) and The Thieves (2012).